# Pablo Pintos
Pablo César Pintos (Montevideo, 1º luglio 1987) è un ex calciatore uruguaiano, di ruolo difensore.

## Carriera

### Club
Cresce nella cantera del Defensor, col quale esordisce nel 2006 nel campionato uruguaiano. Gioca in tutto tre stagioni nel club di Montevideo.
Nel 2009 viene acquistato dagli argentini del San Lorenzo.
Nell'estate del 2010 il cartellino del difensore uruguaiano viene acquistato dalla Lazio, che però, pur avendo avuto il calciatore nel ritiro estivo, si vede costretta a non poter depositare il contratto in Lega per il problema relativo alle restrizioni sul tesseramento degli extracomunitari. Con la rinuncia del club romano, Pintos va quindi a giocare per la stagione 2010-2011 nella squadra spagnola del Getafe, con la quale firma un contratto di cinque anni.
Il 2 febbraio 2012 torna in prestito semestrale al Defensor.
Il 13 luglio 2012 viene ceduto dagli spagnoli, a titolo definitivo, ai turchi del Kasimpaşa. Successivamente, dopo vari trasferimenti, si accasa al Liverpool di Montevideo.

### Nazionale
Viene chiamato a vestire la maglia della Nazionale uruguaiana a partire dal 2009. Non viene convocato dal commissario tecnico Óscar Tabárez per i Mondiali sudafricani del 2010.

## Palmarès
- Campionato uruguaiano: 1

Defensor Sporting: 2007-2008